# Хроника Бургундских войн
Хроника Бургундских войн (нем. Chronik der Burgunderkriege) описывает войны герцога Карла Смелого со швейцарцами в 1473—1479 годах. Составлена после 1484 года, большей частью почерпнута из хроники Петермана Эттерлина.

## Источник
- Geschichtsquellen des deutschen Mittelalters   (нем.)